# Rānīr Bāzār
Rānīr Bāzār är en ort i Indien.   Den ligger i distriktet West Tripura och delstaten Tripura, i den östra delen av landet, 1 500 km öster om huvudstaden New Delhi. Rānīr Bāzār ligger 23 meter över havet och antalet invånare är 11 810.
Terrängen runt Rānīr Bāzār är platt. Runt Rānīr Bāzār är det ganska tätbefolkat, med 230 invånare per kvadratkilometer. Närmaste större samhälle är Agartala, 8,8 km väster om Rānīr Bāzār. I omgivningarna runt Rānīr Bāzār växer huvudsakligen savannskog.